# 기모노를 입은 카미유
기모노를 입은 카미유, 원제 라 자포네즈(프랑스어: La Japonaise, 일본 여자)은 프랑스의 인상파 화가 클로드 모네의 1876년 유화 작품이다. 모네의 아내 카미유 동시외가 모델이 되었으며, 한국어권에서는 그 점에 기인해 〈기모노를 입은 카미유〉라는 제목으로 알려져 있다.
길이 231.8 x 142.3cm의 실물 크기 대형화로, 카미유가 붉은 기모노 (우치카케)를 입고 일본식 부채를 들고 서 있는 모습을 화폭에 담았다. 1876년 제2회 인상주의 전시회에 처음 전시되었으며, 현재는 미국 보스턴 미술관에 전시되어 있다.

## 상세
그림 속의 여인은 모네의 아내 카미유 동시외로, 유명 일본 배우가 입던 화려한 장식의 우치카케 기모노를 입고, 다다미를 바닥에, 둥글부채로 장식된 벽 앞에 서 있는 모습이다. 원래 검은머리인 카미유는 이 그림에서는 금발 가발을 쓰고 있는데, 이는 일본 옷을 입었어도 자신이 유럽 여인임을 강조하려는 부분으로, 실제 일본의 미적 의식을 재현하려기보다는 일본 문화를 차용해서 연기하는 모습을 그렸음을 알 수 있다.
카미유는 옆모습으로 돌아서서 보는 이의 쪽 얼굴을 돌린 자세를 취하고 있는데, 이러한 동작은 일본 전통무용의 동작에서 영감을 받은 것으로 보인다. 찰스 워그먼이 그린 〈일본식 만찬〉의 사례처럼 당대 유럽 회화에서 일본 무용을 묘사한 삽화는 인기가 많았기 때문에 모네가 이로부터 영감을 받았을 가능성이 크다.
모네는 카미유의 옷에 자수로 새겨진 사무라이의 묘사에 특히 중점을 두었으며, 그 얼굴을 캔버스의 중앙에 배치한 점이 돋보인다. 사무라이의 검은 머리, 근엄한 표정, 허리띠의 칼을 힘차게 움켜쥐고 있는 묘사는 금발 머리에 섬세한 손으로 부채를 쥐고 미소 짓는 카미유와 강렬한 대조를 이루며, 일본풍과 유럽 여성의 대조에 다시 한번 주의를 환기시킨다. 카미유의 오른손에는 프랑스 국기 색상의 접이형 부채가 쥐어져 있는데, 이 부채는 르누아르의 작품에도 등장한 바 있다.
카미유와 일본풍의 대비는 뒷바탕에 배치된 여러 개 둥글부채로 한층 더 커진다. 부채 속 그림은 대부분 인상주의 풍경화이지만, 왼쪽편에는 두루미가 그려져 있고, 카미유가 치켜든 오른손 부채에는 분홍빛 붉은색 배경에 기모노를 입고 전통적인 헤어스타일을 한 일본 여성이 그려져 있다. 다른 그림들과 대조적인 배경으로 분리되어 있으며, 여성의 얼굴이 카밀의 얼굴과 반대 방향으로 기울어져 서로를 반영하고 있어 주목을 끈다. 카미유가 미소를 지으며 관객을 쳐다보는 사이, 뒷배경 오른편 부채 속의 일본 여인은 좌측의 유럽인을 바라보며 놀란 듯한 표정을 짓고 있다.

## 배경
1860년대 모네는 생활고에 시달리던 상황이었다. 당시 모네가 국가에서 후원하는 파리 살롱과는 전혀 다른 작품을 그리겠다는 반항심을 내비치자, 아버지가 용돈을 삭감했던 것이 그 이유였다. 1870년대 초 모네의 작품이 미술상 폴 뒤랑뤼엘의 인정을 받고 정기 매입 계약을 체결하면서 재정여건이 나아졌지만, 정작 뒤랑뤼엘도 모네의 작품 판매가 부진하게 되자 후원금을 줄였다. 주 수입원을 잃은데다 1874년 새집으로 이사하며 큰돈을 들이게 된 모네는 다시 생활고를 겪기 시작하였다.
생활금이 절실했던 모네는 아내에게 친구에게서 빌린 붉은 기모노를 입혀 화폭에 옮긴 다음, 뒤랑뤼엘 갤러리에 그림을 보내 1876년 제2회 인상주의 전시회에서 공개하였다. 이 전시회에서는 《파라솔을 든 여인 - 모네 부인과 그 아들》을 비롯한 모네의 다른 작품 18점도 함께 공개됐다. 당시 프랑스에서는 자포니즘이 유행하고 있었기에, 모네는 그 인기에 제대로 뛰어드는 그림을 그려, 높은 낙찰가로 재정적 어려움을 만회하고자 했다.

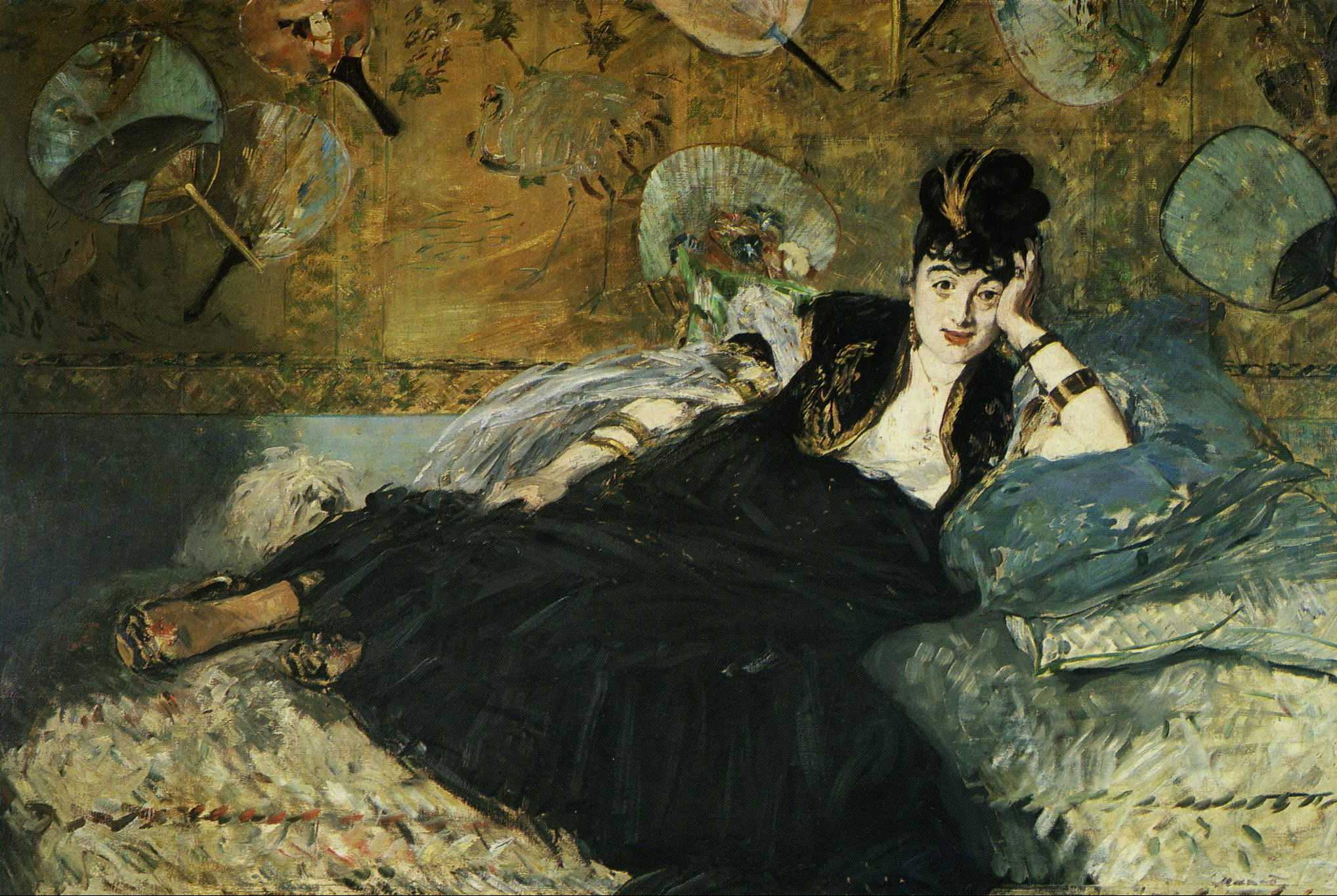
에두아르 마네의 〈부채를 든 여인〉(1873년)

그러나 전시회 당시에도 그림은 팔리지 않았고, 40년 후인 1918년에서야 미술상 조르주 베르넴(Georges Bernheim)과 르네 쟁펠 (René Gimpel)이 모네를 찾아가 〈기모노를 입은 카미유〉가 적당한 가격에 팔렸다는 사실을 알려주었다. 모네는 그저 미술 시장의 호응을 얻기 위해 그림을 그렸다는 사실에 부끄러움을 느끼고 "그 작품은 쓰레기다"라는 반응을 보였다고 한다. 학계 일각에서는 모네가 이런 일화에서 보여지는 것보다 그림 속 주제에 진심이었다는 시각을 제기하기도 한다. 한창 작업중이던 모네는 유명한 미술 평론가이자 일본 미술품 수집가인 필리프 뷔르티에게 편지를 써서 기모노를 깊게 파고들며 묘사하는 것이 굉장하다고 자평했다. 그러나 한편으로 이 편지가 모네의 본심이 아니라 일종의 '광고'였을 가능성이 있으며, 필리프 뷔르티처럼 자포니즘에 관심을 갖고 있던 평론가들에게 영향을 미치고자 하는 욕구가 반영되어 있다고 해석하는 학자들도 있다.
이 그림을 그린 또다른 동기로 모네의 친구인 에두아르 마네가 1873년 니나 드 칼리아스를 모델로 〈부채를 든 여인〉을 그린 것을 보고 '경쟁'하고 싶었기 때문이라는 설도 제기된다다. 모네가 〈기모노를 입은 카미유〉를 보기 전에 이 작품을 직접 보았다는 확실한 증거는 없으나, 마네가 본 작품에 앖서 스케치를 판화로 남긴 것을 보고 존재를 알았던 것 같다. 이 스케치는 1874년 2월 〈신세계지〉(Revue du monde nouveau)에 실렸다. 심지어 1876년 〈르 솔레이유〉지에 실린 평에서는 모네의 작품이 마네를 '따랐다'는 표현을 썼다.

## 비판
1876년 제2회 인상주의 전시회에서 처음 공개된 이래 미술 평론가들의 주목을 받았지만 호평과 함께 비판도 이따랐다. 비평가 에밀 졸라와 알렉상드르 포테이 (Alexandre Pothey)는 본 작품의 과감함과 대담한 색채를 두고 호평하였으나, 다수의 비평가들은 본 작품이 "기묘"하면서도 성적 암시를 드러내고 있다고 평가했다. 비평가 시몽 부베 (Simon Boubée)는 자신의 평론에서 "모네는 붉은 옷을 입은 머리 두 개의 중국인을 보여주었다. 한쪽 머리는 어깨에 놓인 매춘부의 머리고, 다른 한쪽은 도대체 어디서 나왔는지도 모를 괴물의 머리이다"라고 혹평했다. 다른 비평가들도 옷에 새겨진 사무라이의 머리가 칼을 뽑는 자세와 더불어 외설적이라고 지적했다. 카미유가 짓는 표정도 요염한 면이 있어 에로틱한 상징을 띄고 있다는 평가를 받았다.

이러한 혹평은 모네를 당황스럽게 만든 것으로 보이며, 일반 관람을 막기 위해 전시 폐막 전에 작품을 철거한 것으로 추정된다. 그러나 모네는 이 작품이 익명의 구매자에게 무려 2,020프랑이라는 거액에 판매했다고 주장했다. 미술사학계에서는 이처럼 터무니없는 가격의 진위여부에 의문을 제기하며 여러 가지 해석을 내놓고 있다. 일각에서는 모네와 그 후원자 에르네스트 오슈데가 벌인 홍보전략이었으며 사실은 오슈데가 비싼값으로 쳐준 뒤에 모네가 비밀리에 다시 사들였다는 설을 제기한다. 또 다른 설로는 반응이 좋지 않아 당혹스러워했던 모네가 대중의 관심을 돌리기 위해 '체면치레'를 했다는 설이 있다. 거액에 팔렸다는 주장이 사실이 아니라고 주장하는 학자들은 모네가 친구 에두아르 마네에게 보낸 편지에서 본 작품에 대해 언급하는 대목을 그 증거로 제시하고 있다.
"내가 〈라 자포네즈〉에 대해 너에게 말한 내용을 누구에게도 되풀이하지 않으면 정말 고마울 것 같다. 나로서는 불편한 일이기에 계속 침묵하기로 약속했거든. 그러니 너도 신중해 주기를 기대할게. 혹시 뒤부아에게 벌써 한마디라도 했다면 그분께도 최대한 침묵을 지켜 달라고 부탁해줬으면 좋겠다. 그렇지 않으면 험담과 짜증만 끝도 없이 쌓일 거니까.
이 편지를 두고 모네가 본인의 거짓말을 마네에게 알렸고 그 사실을 다른 사람에게 말하지 말라고 경고했을 가능성이 있다. 또 한편으로는 모네가 그림 속 성적 암시를 두고 비판이 일었던 점을 고려해, 카미유를 모델로 삼은 그림을 대중에게서 숨기고 싶어했을 가능성도 제기된다. 그러나 이 그림의 모델이 카미유였다는 사실은 1918년 모네가 조르주 베르넹과 르제 쟁펠에게 직접 밝히기 전까지는 아무도 이 사실을 몰랐다. 그때까지 카미유가 쓴 금색 가발이 신원을 감춰주었기 때문이다.
모네 본인도 이 작품에 대해 그다지 좋은 평가를 내리지 않았으며, 베르넹과 쟁펠에게 "쓰레기" (une saleté)라 평가절하하기도 하였다. 평론계의 엇갈린 평가는 오늘날에도 계속되고 있는데, 쥘리앙 바른 (Julian Barnes) 등의 평론가들은 모네의 작품세계에 대해서 열렬히 소개하면서도 이 작품만큼은 "지독하게 형편없다"고 평가하고 있다. 반대로 보스턴 미술관 큐레이터 소개에서는 "일본스러운 것이라면 뭐든 유행했던 당대 파리를 향한 재치있는 지적이자, 화려한 색상의 거장다운 표현"이라 호평하고 있다.

## 유통 경로
다음은 본 작품의 판매와 유통 경로이다.
- 1876년 4월 14일 - 모네와 에르네스트 오슈데가 판매, 파리의 오텔 드루오 (Hôtel Drouot / lot 37)
- 1877년 4월 19일 - 익명의 소유자 ('L.')가 판매, 파리의 오텔 드루오 (Hôtel Drouot, Paris / lot 48), 파리의 콩스탕탱 드 라스티 (Constantin de Rasty, 1923년 사망)가 구입
- 1918년 - 라스티가 폴 로젠버그 앤 컴퍼니 (파리·뉴욕)에 판매
- 1920년 - 로젠버그가 뉴욕의 필립 레만(1861년~1947년)에 판매
- 1921년 - 필립 레만이 런던의 뒤벤 형제 주식회사 (Duveen Brothers, Inc.)에 판매 / 1937년 뒤벤 런던지부에서 뉴욕지부로 이전
- 1956년 3월 8일 - 뒤벤이 보스턴 미술관에 45,000달러에 판매[8]

## 같이 보기
- 클로드 모네의 작품 목록